# Raik (Phantasialand)
Raik ist eine Stahlachterbahn im Freizeitpark Phantasialand. Es handelt sich um einen Family Boomerang des Herstellers Vekoma. Er wurde am 30. Juni 2016 in der neugeschaffenen Themenwelt Klugheim als Erweiterung des Themenbereichs Mystery eröffnet.
Raik war laut Angaben des Parks der schnellste Family-Boomerang der Welt. Zur Eröffnung war er zudem der längste und hielt somit zwei Weltrekorde inne.
Als Shuttle Coaster wird der Zug zunächst rückwärts auf den Lifthügel hochgezogen. Nach dem Ausklinken durchfährt der Zug die Strecke, bis er am Ende – einem zweiten Hügel – ankommt und bedingt durch die Aufwärtsfahrt abbremst und die Strecke rückwärts zurückrollt. Der Fahrgast erlebt die Fahrt also einmal vorwärts und rückwärts. Bedingt durch das Layout ist nur ein Einzugbetrieb möglich.
Für Klugheim komponierte die Musikproduktionsfirma IMAscore einen 13 Musiktitel umfassenden Soundtrack mit einer Gesamtlaufzeit von 36 Minuten. Hierunter befindet sich auch ein Musiktitel namens Eine Zeitreise (Raik Theme).

## Zug
Der Zug besteht aus 10 Wagen, in denen jeweils zwei Personen nebeneinander Platz finden. Dadurch können bis zu 20 Personen gleichzeitig die Fahrt erleben.

## Sicherheitsvorschriften
Raik kann bereits mit einer Körpergröße von 1,00 Meter benutzt werden. Bis 1,20 Meter ist jedoch eine Begleitperson erforderlich.

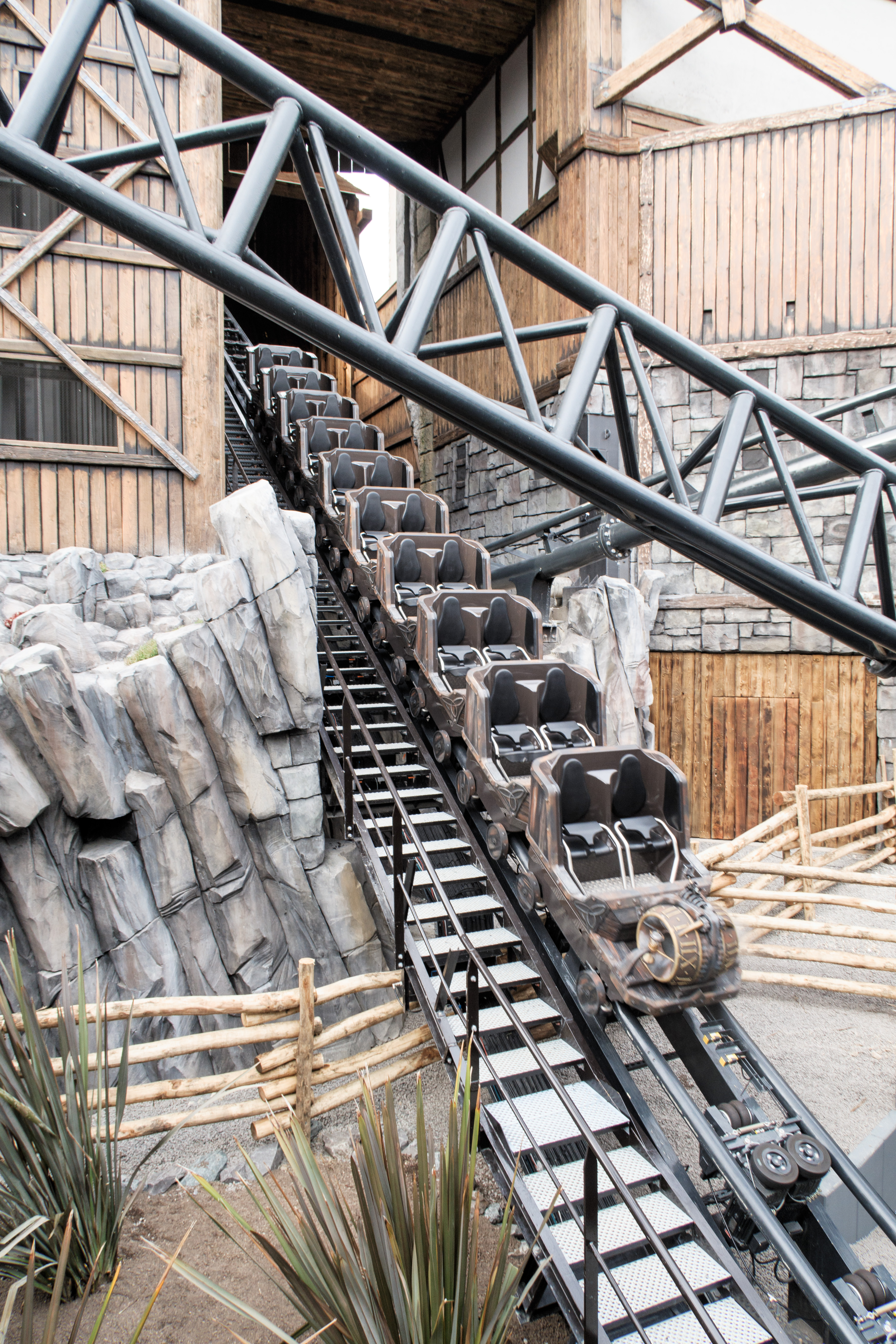
Zug auf dem Lift
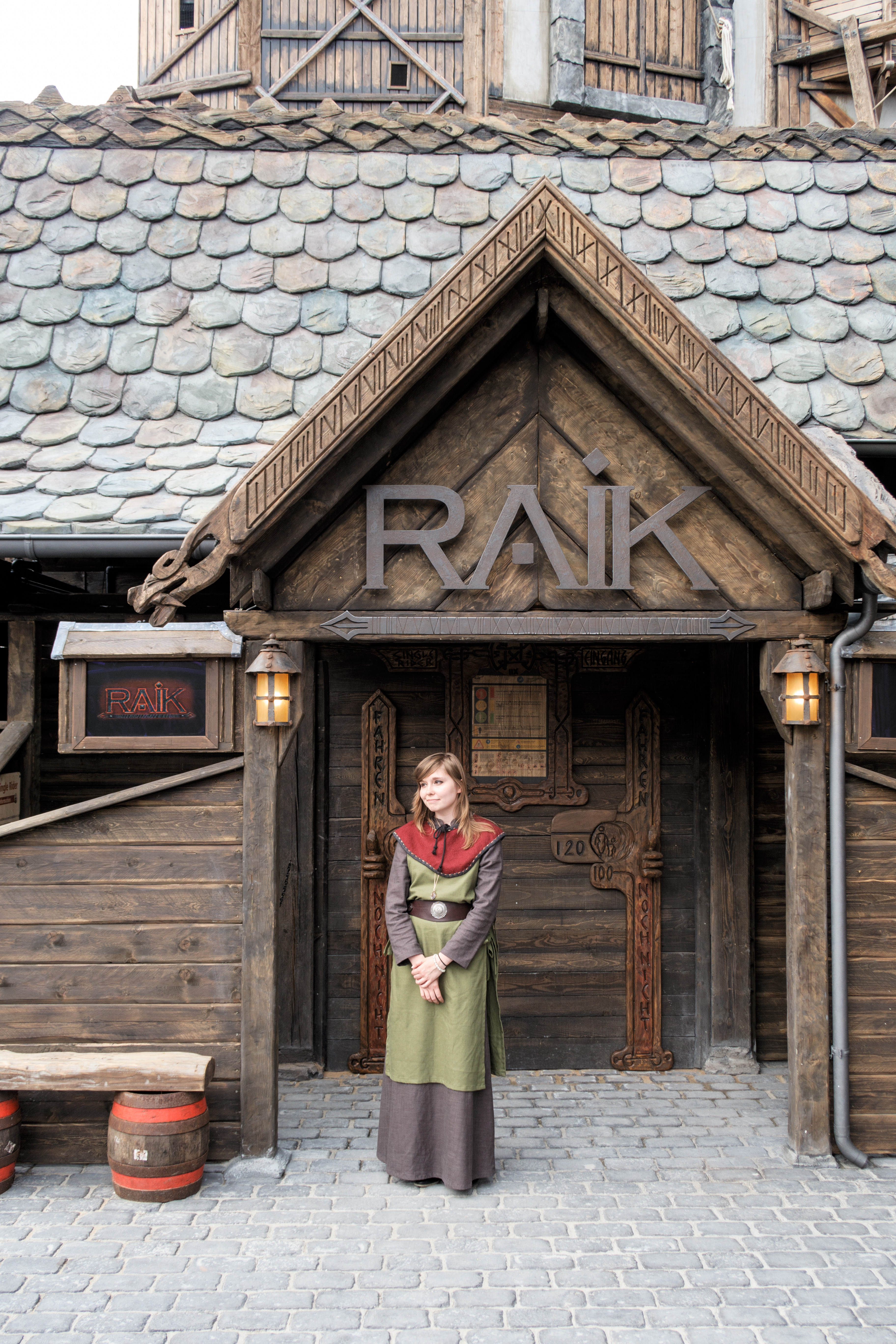
Eingang zur Achterbahn